# Taiwanische Badmintonmeisterschaft 1959
Die Taiwanische Badmintonmeisterschaft der Saison 1958/1959 fand in Taipeh statt. Es war die vierte Auflage der nationalen Titelkämpfe von Taiwan im Badminton.

## Titelträger
| Disziplin    | Sieger                     |
| ------------ | -------------------------- |
| Herreneinzel | Kuo Haw Kuan               |
| Dameneinzel  | Wang Pao Yue               |
| Herrendoppel | Lee Fu Yen Ma Yuk Ping     |
| Damendoppel  | Wang Pao Yue Wang Pao Shao |
| Mixed        | Lee Fu Yen Liu Houng Chi   |